# وليد خالد
وليد خالد خميس (مواليد 2 أغسطس 1992، لاعب كرة قدم إماراتي يجيد اللعب كجناح أيمن .

## مسيرة اللاعب
لعب سابقاً في نادي دبي ونادي عجمان ونادي حتا .

## روابط خارجية
وليد خالد على موقع قاعدة بيانات كرة القدم.إي يو (الإنجليزية)
- وليد خالد على موقع قاعدة بيانات كرة القدم.إي يو (الإنجليزية)
- وليد خالد على موقع Soccerway.com (الإنجليزية)